# Richard Ball
Richard Neal „Dick“ Ball (* 26. Juli 1944 in Denver) ist ein ehemaliger US-amerikanischer Radrennfahrer und nationaler Meister im Radsport.

## Sportliche Laufbahn
Ball war im Straßenradsport aktiv und Teilnehmer der Olympischen Sommerspiele 1972 in München. Im Mannschaftszeitfahren kam der Vierer mit Richard Ball, John Howard, Ron Skarin und Wayne Stetina auf den 15. Rang.
Ball nahm an den Panamerikanischen Spielen 1971 im Straßenradsport teil. Ball startete für den Verein Old Town Bicycle Club.

## Berufliches
Ball schloss 1966 ein Mathematikstudium an der University of Colorado ab. Er erwarb 1967 einen Masterabschluss in Mathematik an der University of Wisconsin und promovierte 1974 in Mathematik an der University of Wisconsin. Ball wurde später Professor für Mathematik an der University of Denver.